# Agrona Linea
L'Agrona Linea è una struttura geologica della superficie di Venere.